# Prattenburg

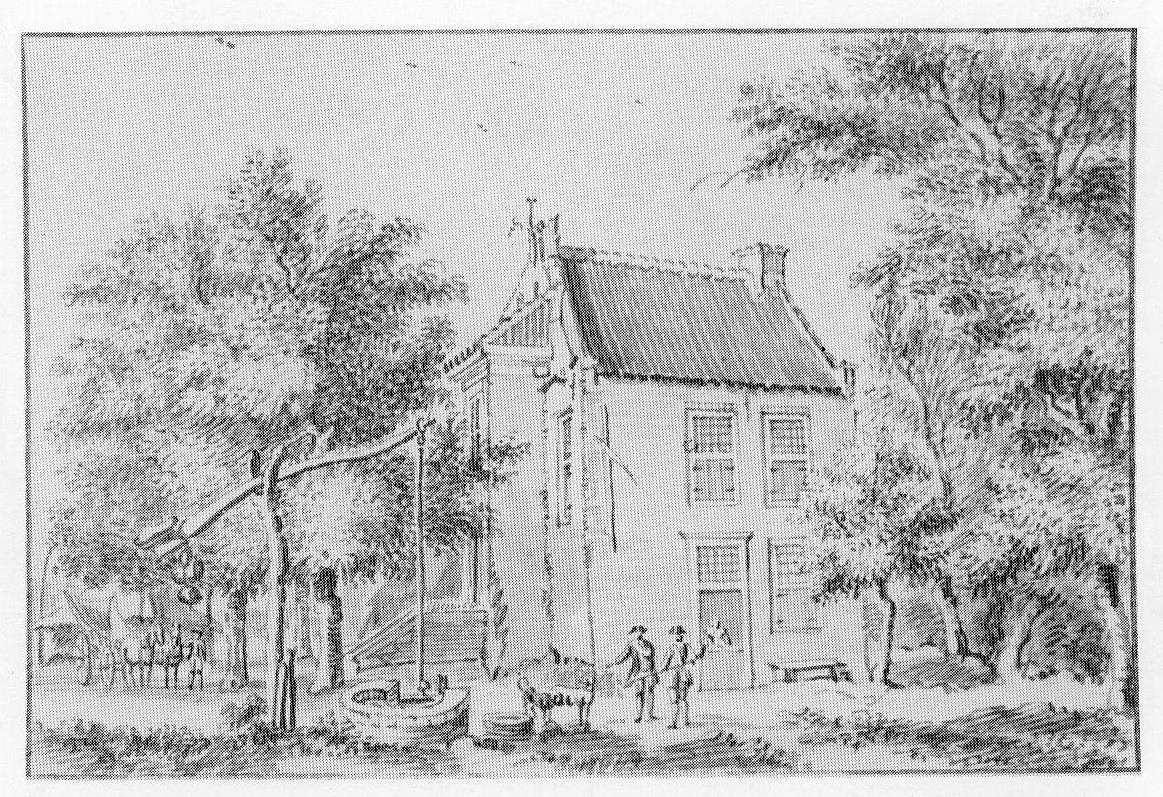
Prattenburg omstreeks 1744, tekening Jan de Beijer

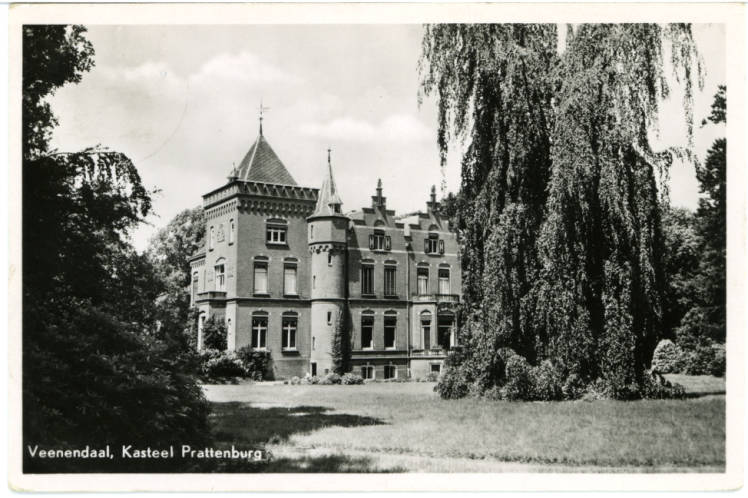
Kasteel Prattenburg in 1935.

Prattenburg is een landgoed en buitenplaats op de Utrechtse Heuvelrug in de gemeente Rhenen bij Veenendaal in de Nederlandse provincie Utrecht.
Het landgoed meet ruim 430 hectare, grotendeels bestaande uit bos. Op het landgoed staat een in 1887 gebouwd huis met kasteelachtig uiterlijk omgeven door een tuin in de landschapsstijl. Het is sinds 1694 in het bezit van de familie Van Asch van Wijck.

## Geschiedenis
Het landgoed wordt voor het eerst in 1474 genoemd, wanneer Evert Zoudenbalch (1424-1503) een boerderij met landerijen onder de naam "Grootveld" koopt van Johan van Hemerten. Een kleine twintig jaar later draagt hij het over aan zijn gelijknamige neef Evert Zoudenbalch (1455-1530). Het landgoed blijft in de familie Soudenbalch tot 1598. Wanneer de boerderij precies werd vervangen door een buitenplaats met de naam "Prattenburg" is onbekend.
De laatste Van Soudenbalch, Gerard van Soudenbalch, laat Prattenburg na aan zijn nicht Josina van Fladeracken, gehuwd met Jan van der Marsch. Daarna gaat het huis enkele malen door schenkingen en verkoop over in andere handen, tot uiteindelijk in 1694 de Prattenburg gekocht wordt door Jacob van Wijck. Hij is kanunnik van St. Marie te Utrecht en bewindvoerder van de West-Indische Compagnie.
Omdat Jacob ongehuwd is, laat hij het huis bij zijn sterven, twee jaar later, na aan zijn neef mr. Anthony van Asch van Wijck, die raad, schepen en burgemeester van Utrecht is. In deze familie is het huis daarna altijd gebleven.
Op een afbeelding uit 1731 van Cornelis Pronk zien we een eenvoudig rechthoekig gebouw van een torenachtige allure, gedekt met een zadeldak. Op de afbeelding zien we ook dat het huis een restant is van een groter huis. In die periode wordt het huis dan ook omschreven als een vervallen jachthuis.

### Herbouw
In 1843 worden het huis en landgoed opgedeeld onder de zonen van Hubert Matthys Adriaan Jan: Anthony Michael Cornelis en Lodewijk Henrick. De eerste erft het huis en de tweede het landgoed, maar de eerste geeft het huis in erfpacht aan zijn jongere broer die kantonrechter te Wijk bij Duurstede is. Uiteindelijk koopt deze in 1861 het huis van zijn oudere broer.
In 1887 geeft zijn zoon jhr. mr. Lodewijk Henrik Johan Marie, die burgemeester van Veenendaal is, lid van de Tweede Kamer en lid van de Gedeputeerde Staten van Utrecht, opdracht aan architect E.G. Wentink uit Schalkwijk het tegenwoordige huis te bouwen. Wentink kreeg de opdracht het huis van kantelen en torentjes te voorzien, waardoor het een kasteelachtig aanzien kreeg.
Drie jaar later erft Lodewijk het huis van zijn vader. Hij sterft in 1934 en laat het huis na aan zijn zoon jhr. mr dr. Lodewijk Henrick Karel Cornelis van Asch van Wijck, procureur-generaal bij de Hoge Raad.

## Het huis
Het kasteelachtige huis Prattenburg werd in 1887-1890 in eclectische stijl gebouwd op de plaats van het voorgaande huis, dat in oorsprong dateert uit de late 16e eeuw of vroege 17e eeuw. De woontoren rust op 15e- en 16e-eeuwse fundamenten. E.G. Wentink was de architect van het huis en interieur.
In de gevels bevinden zich onder meer het familiewapen Van Asch van Wijck met de spreuk 'Ore et corde idem', evenals twee cartouches met de jaartallen 1694 en 1887 en een raampje met fronton waarin het jaar van de verbouwing, 1956, wordt vermeld.
In 1956 werd het huis gerestaureerd en verbouwd door de architect J.B. van der Haar. Hij verving de oorspronkelijke hoofdingang in de toren op de noordwesthoek door de huidige entree. Tevens werd het huis voorzien van waterleiding, elektriciteit en centrale verwarming.

## De tuin
De buitenplaats Prattenburg dateert in zijn huidige opzet voor een belangrijk deel uit de 19e eeuw, waarbij in de aanleg gebruik is gemaakt van oudere 18e-eeuwse en vroeg-19e-eeuwse laanstructuren. De thans nog bestaande historische tuin- en parkaanleg in landschapsstijl kwam in enkele fasen aan het einde van de 19e en het begin van de 20e eeuw tot stand.
Het park rondom het huis werd in 1896 door Otto Schulz ontworpen en aangelegd. Leonard Springer heeft in 1922 de omgeving van het huis verfraaid door de aanplant van veel bloeiende heesters.
Omstreeks 1901 werden beide waterpartijen (natuurlijke vennetjes) vergraven tot één grote, diep gelegen slingervijver die omgeven wordt door rododendrons en waarvan Hendrik Copijn de ontwerper geweest moet zijn.

## Overige gebouwen

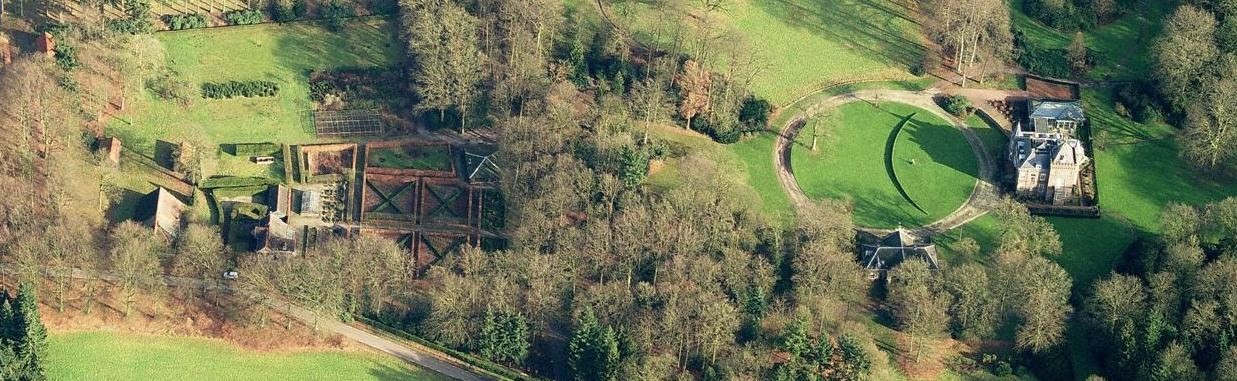
Luchtfoto Prattenburg.

### Koetshuis
Het koetshuis met koetsierswoning werd in 1887 gebouwd in de stijl van de Hollandse
Neorenaissance. Het symmetrisch opgezette, één bouwlaag hoge pand op rechthoekige grondslag is opgetrokken uit machinale rode baksteen en wordt overkapt door twee haaks op elkaar staande schilddaken, gedekt met blauwe kruispannen. De voor en achterzijde (noord en zuid) van het koetshuis zijn voorzien van risalerende (naar voren springende) trapgevels met daarin twee dubbele deuren aan iedere zijde.
De voorgevel heeft een symmetrische opzet, de andere gevels hebben een
onregelmatige venster en deurindeling. Aan de rechterzijde (west) van het koetshuis bevond zich de koetsierswoning en aan de linkerzijde (oost) de opslagruimte.
|  |  |

### Tuinmanswoning
De woning is in 1890 gebouwd in de chaletstijl. Het huis heeft één bouwlaag met zolderverdieping en is gedekt onder een samengesteld schilddak met rode en blauwe pannen, dat voorzien is van overstekken en windveren. De vensters zijn deels voorzien van luiken en de zolderverdieping wordt gesierd met vakwerk.
|  |

### De zondagsschool
De zondagsschool werd in 1907 gebouwd en is gelegen ten oosten van het huis. Het schoolgebouwtje is opgetrokken in machinale baksteen en heeft een gele baksteendecoratie in de rollagen. Het één bouwlaag hoge schooltje met een rechthoekige plattegrond wordt overkapt door een met riet gedekt zadeldak met overstek en wordt gesteund door twee houten kolommen. Het zadeldak is voorzien van een windveer met in en uitgezwenkte motieven en een dito makelaar. De zijgevels zijn voorzien van uitgemetselde muurdammen. In de zuidgevel bevinden zich twee gevelopeningen voorzien van luiken, waarboven een rondvenster. De kapel-achtige school heeft in het park een ornamentele waarde.
|  |

### Cunerahoeve
De Cunerahoeve is een van de boerderijen op landgoed Prattenburg. Het is een langhuisboerderij die in 1886-1887 werd gebouwd. De deels onderkelderde boerderij is gelegen aan het einde van een loodrecht op de Cuneraweg liggende dwarslaan, de oprijlaan naar het kasteel.
De boerderij heeft een rechthoekige plattegrond en staat op een gepleisterde plint. De boerderij wordt overkapt door een met blauwe kruispannen gedekt zadeldak. Het zadeldak is voorzien van een royale overstek met geschulpte windveren. De voorgevel heeft een symmetrisch indeling waarin twee 6 ruitsschuifvensters met glas in lood bovenlichten en luiken, die aan weerszijden worden geflankeerd door een schuifvenster met glas in lood bovenlicht en luiken. Op de verdieping bevindt zich een 2-ruitsvenster met kepervormige afsluiting. De achtergevel is voorzien van een achterbaander en mestdeuren en twee vensters en een luik. De ingang bevindt zich in de linkerzijgevel (west).
|  |

### Ursulahoeve
De Ursulahoeve is een van de boerderijen op landgoed Prattenburg. Deze naast de tuinmanswoning gelegen langhuisboerderij stamt uit ca. 1900. De in baksteen opgetrokken boerderij op rechthoekige grondslag heeft een gepleisterde plint en wordt overkapt door een met rode en blauwe pannen gedekt zadeldak met overstek en gesneden windveer. De voorgevel (zuid) heeft een symmetrische indeling. In de linker zijgevel (west) zijn enkele steunberen aangebracht en bevindt zich de ingang. De noord- , oost- en westgevel hebben een niet-regelmatige venster- en deurindeling. De vensters zijn deels voorzien van luiken. Vermoedelijk is deze boerderij genoemd naar een van de zusjes Ursula van Asch van Wijck, op Prattenburg geboren in 1891 en 1892, waarvan de eerste binnen een jaar overleden is (in die tijd was het niet ongebruikelijk om de naam van een overleden kind opnieuw voor een volgend kind te gebruiken). Het pand was echter in een grote staat van verval geraakt, maar inmiddels is het casco volledig hersteld.
|  |

### Juliahoeve
De Juliahoeve is een van de andere boerderijen op het Landgoed Prattenburg. De boerderij ligt iets van het Kasteel af en is gelegen aan de Zandheuvelweg in Veenendaal. Deze hoeve heeft een nieuwe bestemming gekregen.

## Varia
Op RTV Utrecht was in 2009 een korte miniserie over Landgoed Prattenburg te zien.